# Testamento di Giacobbe
Il Testamento di Giacobbe è un apocrifo dell'Antico Testamento scritto in copto di origine giudaica
Costituisce un ampliamento del testamento di Giacobbe contenuto in Gen47,29-50,26 con intervento dell'arcangelo Michele.